# 中学バスケットボール (雑誌)
中学バスケットボール（ちゅうがくバスケットボール）は、かつて白夜書房より発行されていたバスケットボール専門誌である。略称は「中バス」。2008年1月号の発行を以って、中学・高校バスケットボールに改題された。

## 概要
2006年1月25日にムックとして創刊された。創刊号は「中学バスケットボール2006春版」。のちに「2006夏版」、「2006秋版」を経て、2007年1月25日に隔月誌として定期刊行される事になった。
JBL、WJBL、bjリーグといった国内バスケットボールリーグに所属する選手の中学校時代を中心に聞いたインタビューや、全国中学校バスケットボール大会（全中）出場経験のある中学校をはじめとする、強豪中学校のコーチによる技術解説や練習メニューの紹介記事が掲載されていた。